# Distretto di Sincik
Il distretto di Sincik (in turco Sincik ilçesi) è uno dei distretti della provincia di Adıyaman, in Turchia.